# Дмитровичі (Львівський район)
Дми́тровичі — село в Україні, в Давидівській сільській громаді, Львівського району, Львівської області. Орган місцевого самоврядування — Давидівська сільська громада. Населення становить 448 осіб. До 2020 року Дмитровичі разом з селами Виннички та Гончарі підпорядковувалися Винничківській сільській раді.

## Населення
Станом на січень 1939 року у селі мешкало 890 осіб, з них 670 українців греко-католиків, 200 українців-римокатоликів, 5 поляків та 15 юдеїв. За даними всеукраїнського перепису населення 2001 року у селі мешкало 448 осіб. Згідно обліку домогосподарств на кінець 2022 року в селі зареєстровано 382 мешканці. Фактично проживає близько 400[джерело?].
Мова
Розподіл населення за рідною мовою за даними перепису 2001 року був наступним:
| українська | 443 | 98,88 |
| російська  | 3   | 0,67  |
| білоруська | 2   | 0,45  |

## Географія
Село розташовано за 19 км на південний схід від обласного та районного центрів — міста Львова та 9 км від найближчої залізничної станції — Давидів на лінії Львів — Ходорів. Межує з селами Глуховичі, Давидів, Виннички та Гончарі. Селом тече річка Кабанівка, ліва притока річки Білки (басейн Західного Бугу).

## Топоніми

### Урбаноніми
Кількість елементів інфраструктури в селі — це 8 вулиць з 110 будинками.
Вулиці
- Галицька
- Дроб'яка Павла
- Заводська
- Звенигородська
- Зелена
- Івасюка Володимира
- Львівська
- Січових Стрільців

## Історія
Село подароване 18 липня 1364 року королем Казимиром III Венцеславу, сину Жеґоти Ґолуховського разом зі ставком, полями, луками, селянами, млином.
Власником села (входило до складу Львівської землі Руського воєводства) був львівський каштелян Юзеф Потоцький.
Село належало до Львівського повіту Львівського воєводства, входило до ґміни Чишки.

## Пам'ятки, визначні місця

### Церква Святого Михайла
Теперішня церква збудована з дуба у 1765 році коштом графа Юрія Дунін-Борковського на місці, яке мало назву «Замчисько». За іншими даними, первісно це був костел, який у XIX столітті перетворили на церкву. Відновлена у 1922 році. У 1950-х роках внутрішні стіни храму були поштукатурені. На захід від церкви розташована дерев’яна двоярусна дзвіниця, що також збудована у 1765 році. Церква Святого Михайла з дзвіницею внесені до реєстру пам'яток архітектури за охоронними № 1396/1 та № 1396/2.
У 1989-2021 роках храм належав до Пустомитівського деканату, Львівської єпархії УАПЦ, від 2021 року належить до Пустомитівського благочиння, Львівсько-Сокальської єпархії Православної церкви України.

## Відомі люди
- Голод Роман Томич (1905—1966) — український громадський та кооперативний діяч. Член «Пласту»,  Наукового товариства ім. Шевченка (НТШ) у Канаді та співорганізатором фонду підтримки європейського НТШ; входив до складу Української Національної Ради та був представником Енциклопедії українознавства в Канаді.
- Дроб'як Павло Михайлович (1948—2009) — український фотохудожник, засновник національного бієнале «Природа», один із засновників Спілки фотохудожників України.